# كنيسة الشهداء القديسين (مراكش)

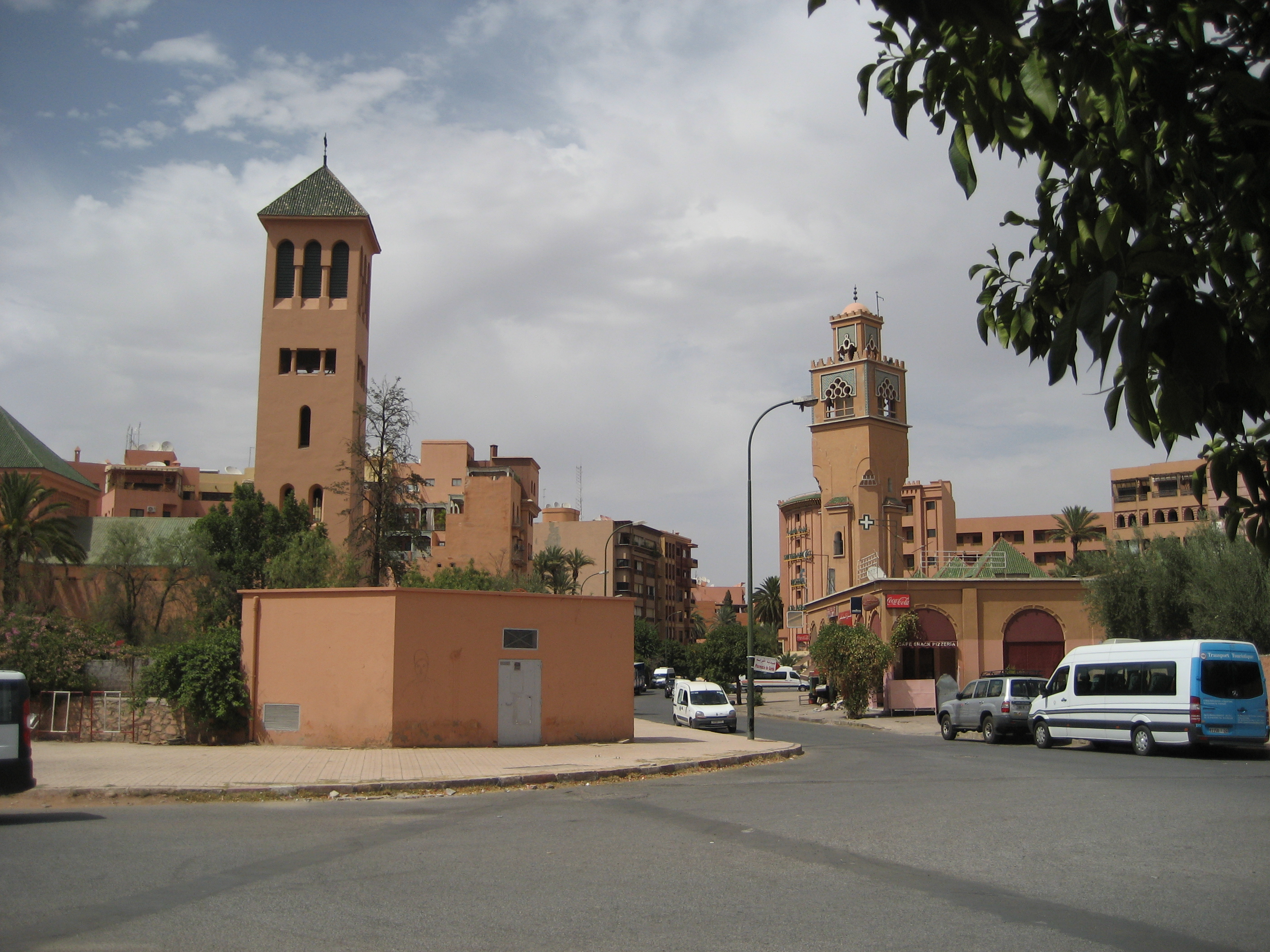
كنيسة الشهداء القديسين في مدينة مراكش.

كنيسة الشهداء القديسين (بالإسبانيَّة: Iglesia de los Santos Mártires) هي كنيسة رومانيَّة كاثوليكيَّة تقع في حي كيليز في مدينة مراكش المغربيَّة.
بُنيت كنيسة الشهداء القديسين في عام 1928 وافتتحت رسميًا في عام 1929، وتقع في حي كيليز، في وسط المدينة. وهي تقع أمام مسجد كليز. يُعد هذا التقارب بين اثنين من أماكن العبادة، معيارًا للتسامح بين الأديان في البلاد.